# Atsuyoshi Furuta
Atsuyoshi Furuta (jap. 古田 篤良, Furuta Atsuyoshi; * 27. Oktober 1952 in Hiroshima) ist ein ehemaliger japanischer Fußballspieler.

## Nationalmannschaft
1971 debütierte Furuta für die japanische Fußballnationalmannschaft. Furuta bestritt 32 Länderspiele. Mit der japanischen Nationalmannschaft qualifizierte er sich für die Asienspiele 1974 und 1978.